# Władcy Pomorza Zachodniego
Władcy Pomorza Zachodniego – lista książąt zachodniopomorskich z dynastii Gryfitów.

## Księstwo pomorskie (zjednoczone do 1160)
- ?-1106 Świętobor (?)
- 1106-1135 Warcisław I
- 1135-1156 Racibor I (przed 1147/8 w Słupsku)
- 1156-1160 Bogusław I i Kazimierz I

1160 – podział na księstwa dymińskie i szczecińskie

## Pierwszy podział księstwa(1160-1264)

### Księstwo dymińskie (1160-1264)
- 1160-1180 Kazimierz I
- 1187-1202 Bogusław II i Kazimierz II
- 1202-1219/20 Kazimierz II
- 1219/20-1264 Warcisław III

1264 – zjednoczenie z księstwem szczecińskim

### Księstwo szczecińskie (1160-1264)
- 1160-1187 Bogusław I
- 1187-1202 Bogusław II i Kazimierz II (1190 – wyodrębnienie księstwa sławieńskiego)
- 1202-1220 Bogusław II
- 1220-1264 Barnim I Dobry (od 1264 książę zjednoczonego Pomorza – patrz niżej)

#### Księstwo sławieńskie
- 1190-1223 Bogusław III
- 1223-1238 Racibor II
- 1238-1316 w składzie Pomorza Wschodniego, 1294-1307 w granicach Polski, 1307-1316 w granicach Brandenburgii
- od 1316 jako księstwo słupskie do ks. wołogoskiego

## Zjednoczone księstwo pomorskie (1264-1295)
- 1264-1278 Barnim I Dobry
- 1278-1295 Barnim II, Otto I i Bogusław IV

1295 – podział na księstwa szczecińskie i wołogoskie

## Drugi podział księstwa(1295-1478)

### Księstwo szczecińskie (1295-1523)
- 1295-1344 Otto I
- 1344-1368 Barnim III Wielki
- 1368-1372 Kazimierz III
- 1372-1404 Świętobor I i Bogusław VII
- 1404-1413 Świętobor I
- 1413-1428 Otto II i Kazimierz V
- 1428-1435 Kazimierz V
- 1435-1451 Joachim Młodszy
- 1451-1464 Otto III
- 1464-1474 Eryk II
- 1474-1478 Bogusław X (od 1478 książę zjednoczonego Pomorza – patrz niżej)

### Księstwo wołogoskie (1295-1478)
- 1295-1309 Bogusław IV
- 1309-1326 Warcisław IV
- 1326-1365 Bogusław V Wielki, Warcisław V i Barnim IV Dobry
- 1365-1368 Bogusław V i Warcisław V (1368 – wyodrębnienie się księstwa słupskiego)
- 1368-1376 Bogusław VI i Warcisław VI (1376 – wyodrębnienie się księstwa bardowskiego)
- 1376-1393 Bogusław VI
- 1393-1394 Warcisław VI
- 1394-1405 Barnim VI
- 1405-1451 Barnim VII i Warcisław IX
- 1451-1457 Warcisław IX
- 1457-1474 Eryk II
- 1474-1478 Warcisław X

#### Księstwo szczecineckie (1368-1390)
- 1368–1390 Warcisław V (po podziale w 1368 otrzymał księstwo szczecineckie)

1390 – zjednoczenie z księstwem wołogoskim

#### Księstwo słupskie (1368-1478)
- 1368-1373 Bogusław V Stary
- 1374-1377 Kazimierz IV
- 1377-1395 Warcisław VII (1377 – wyodrębnienie się księstwa stargardzkiego)
- 1395-1402 Bogusław VIII i Barnim V
- 1402-1403 Barnim V
- 1403-1418 Bogusław VIII
- 1418-1446 Bogusław IX
- 1449-1459 Eryk I
- 1459-1474 Eryk II
- 1474-1478 Bogusław X

##### Księstwo stargardzkie (1377-1478)
- 1377-1402 Bogusław VIII i Barnim V
- 1402-1418 Bogusław VIII
- 1418-1446 Bogusław IX
- 1449-1459 Eryk I
- 1459-1474 Eryk II
- 1474-1478 Bogusław X (od 1478 książę zjednoczonego Pomorza – patrz niżej)

#### Księstwo bardowskie (1376-1478)
- 1376-1415 Warcisław VI
- 1394-1415 Warcisław VII
- 1415-1451 Barnim VIII
- 1457-1478 Warcisław IX

1478 – zjednoczenie księstw pomorskich

## Zjednoczone księstwo pomorskie (1478-1531)
- 1478-1523 Bogusław X
- 1523-1531 Barnim IX Pobożny i Jerzy I

1531 – podział na księstwa szczecińskie i wołogosko-słupskie

## Trzeci podział księstwa(1531-1625)

### Księstwo szczecińskie (1532-1625)
- 1531-1569 Barnim IX Pobożny
- 1569-1600 Jan Fryderyk (1569 – wyodrębnienie się księstwa darłowskiego)
- 1600-1603 Barnim X Młodszy
- 1603-1606 Bogusław XIII
- 1606-1618 Filip II
- 1618-1620 Franciszek (I)
- 1620-1625 Bogusław XIV (od 1625 książę zjednoczonego Pomorza – patrz niżej)

#### Księstwo darłowskie (1569-1625)
- 1569-1603 Barnim X Młodszy
- 1603-1606 Bogusław XIII
- 1606-1617 Jerzy II i Bogusław XIV
- 1617-1625 Bogusław XIV (od 1625 książę zjednoczonego Pomorza – patrz niżej)

### Księstwo wołogosko-słupskie (1532-1625)
- 1532-1560 Filip I
- 1567-1569 Bogusław XIII, Ernest Ludwik, Jan Fryderyk i Barnim X Młodszy
- 1569-1592 Ernest Ludwik (1569 – wyodrębnienie się księstwa bardowskiego)
- 1592-1625 Filip Juliusz

1625 – zjednoczenie księstw pomorskich

#### Księstwo bardowskie (1569-1625)
- 1569-1606 Bogusław XIII
- 1606-1618 Filip II
- 1618-1620 Franciszek (I)
- 1620-1625 Bogusław XIV (od 1625 książę zjednoczonego Pomorza – patrz niżej)

## Zjednoczone księstwo pomorskie (1625-1637)
- 1625-1637 Bogusław XIV

## Pomorze Zachodnie po 1637
Po śmierci Bogusława XIV:
- 1637-1657 – starostwa lęborskie i bytowskie do Polski, następnie do Brandenburgii-Prus jako lenno polskie (do 1773)
- 1637-1648/53 – większość Pomorza Zachodniego do Szwecji
- 1648 – na mocy pokoju westfalskiego podział Księstwa Pomorskiego w 1653 między króla Szwecji (część zachodnia z Wołogoszczą, Szczecinem i ujściem Odry), a elektora brandenburskiego (część wschodnia), który nosił tytuł księcia pomorskiego do 1918 (od 1701 jako król pruski).
- 1720 – Królestwo Prus zajmuje część Pomorza Szwedzkiego ze Szczecinem.
- 1815 – Szwecja oddaje swoją część Pomorza Danii, a Dania Prusom.
- 1871 – Pomorze wraz z Prusami w składzie Niemiec.
- 1945 – większość Pomorza Zachodniego do Polski, część zachodnia do Niemiec.